# Louis Lourioux

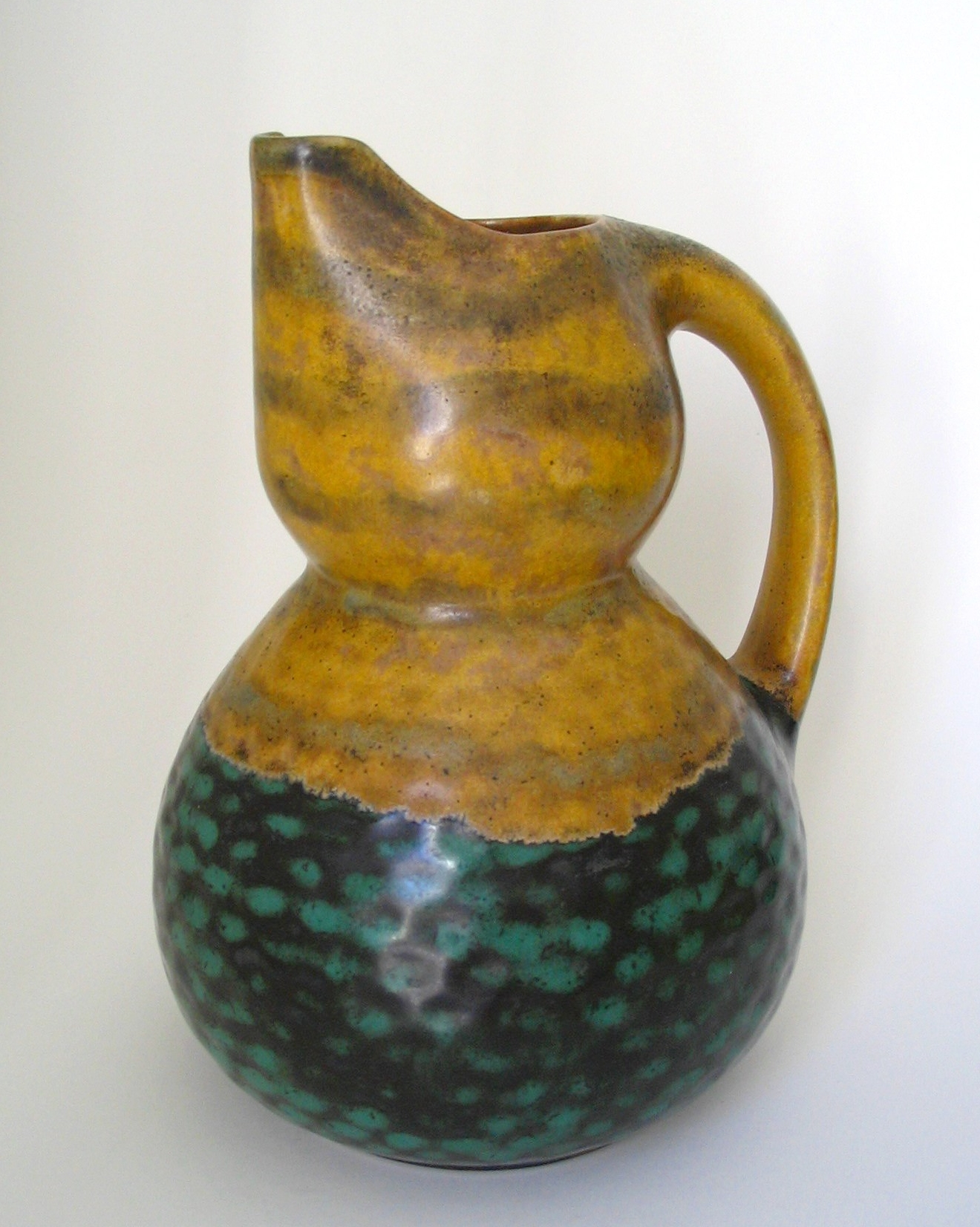
Pichet en grès en forme de coloquinte par Louis Lourioux, vers 1930.

Louis Lourioux, né à Saint-Laurent (Cher) le 4 avril 1874 et mort dans un accident de voiture à Foëcy le 6 septembre 1930, est un céramiste actif à Foëcy entre 1895 et 1930, contemporain de Lalique et Gallé. Il a connu la célébrité pour ses pièces en grès et sa grande maîtrise des arts du feu.

## Historique
Louis Lourioux commence à produire vers 1902 à Foëcy, en pleine période Art nouveau. Imaginatif et créatif, il crée de superbes pièces de formes ou des décors inspirés par le monde végétal ou animal. Il sera nommé officier d'Académie comme "céramiste d'art" en 1906 . Il s'oriente ensuite vers une production plus sobre avec des décors et des formes géométriques et Art déco. Il sera, comme Émile Decœur, très remarqué pour la qualité et la variété de ses émaux.
Imposé par son père comme associé dans la manufacture de porcelaine Buchon et Legros, Louis Lourioux en prendra la direction en 1924. Il va développer rapidement l'entreprise en créant des matières, des formes et des motifs originaux, alliant ingéniosité et maîtrise technique dans son laboratoire de recherche. La manufacture emploie environ deux cents ouvriers dans les années 1920 .

Il oriente rapidement sa manufacture vers une production plus artistique avec l'aide du décorateur Aristide Pipet et des sculpteurs Joé Descomps-Cormier et Charles Lemanceau. Ses productions feront d'ailleurs partie des premières pièces remontées de l'épave du Titanic . Il travaillera également pour  les ateliers La Maîtrise (Galeries Lafayette) et Primavera . Il expose également ses œuvres dans de nombreux salons: Salon d'automne , le salon des artistes décorateurs ...
Il se tue en voiture en 1930 . La fabrique sera alors reprise par sa veuve jusqu'en 1949, puis par une nièce associée à la faïencerie de Lunéville avant d'intégrer le groupe du porcelainier Deshoulières en 1968.
Ses pièces de grès sont surtout répandues en France et au Royaume-Uni, mais l'on trouve de nombreux services en porcelaine aux États-Unis. Certains modèles sont toujours suivis par l'actuel fabricant.